# Mercedes-Benz Clase GLC
El Mercedes-Benz Clase GLC (código de fabricación: X204 anteriormente conocido como Clase GLK; Geländewagen Luxus Kompaktklasse) es un automóvil todoterreno del segmento D producido por el fabricante alemán Mercedes-Benz desde fines de 2008. Es un cinco plazas con carrocería de cinco puertas, motor delantero longitudinal y tracción a las cuatro ruedas, desarrollado sobre la plataforma del Mercedes-Benz Clase C de tercera generación. El Clase GLC se encuentra colocado en la gama de la marca por debajo del Mercedes-Benz Clase GLE, y por encima del Mercedes-Benz Clase GLA y el Mercedes-Benz Clase GLB. y se enfrenta a modelos como el Acura RDX, el Audi Q5, el BMW X3, el Infiniti EX, el Jaguar F-Pace, el Land Rover Discovery Sport, el Lexus NX, el Lincoln MKC, el Volvo XC60 y el Alfa Romeo Stelvio. 

## Primera generación (X204, 2008-2015)
Se presentó oficialmente en el Salón del Automóvil de Detroit de 2008 con la denominación "Vision GLK". Se mostraron dos variantes, una de ellas pensada para uso todoterreno ("Freeside") y la otra para el asfalto ("Townside"), que poseen un motor Diesel de cuatro cilindros en línea y 2.2 litros de cilindrada que desarrolla 170 y 224 CV de potencia máxima respectivamente. En el Salón del Automóvil de Ginebra de ese año, se presentó una tercera variante híbrida denominada "Vision GLK Bluetec Hybrid", a la cual se le suma un motor eléctrico que en conjunto alcanzan los 224 CV.
La versión de producción del Clase GLK se ofreció inicialmente con dos motores gasolina: un 3.0 litros de 231 CV ("GLK 280") y un 3.5 litros de 272 CV ("GLK 350"); y dos Diesel: un 2.2 litros de 170 CV ("GLK 220 CDI") o 204 CV ("GLK 250 CDI") y un 3.0 litros de 224 CV ("GLK 320"). De los cuatro motores, el Diesel de 2.2 litros es un cuatro cilindros en línea, y el resto seis cilindros en V. Ambos Diesel tendrán inyección directa con alimentación por common-rail y turbocompresor.

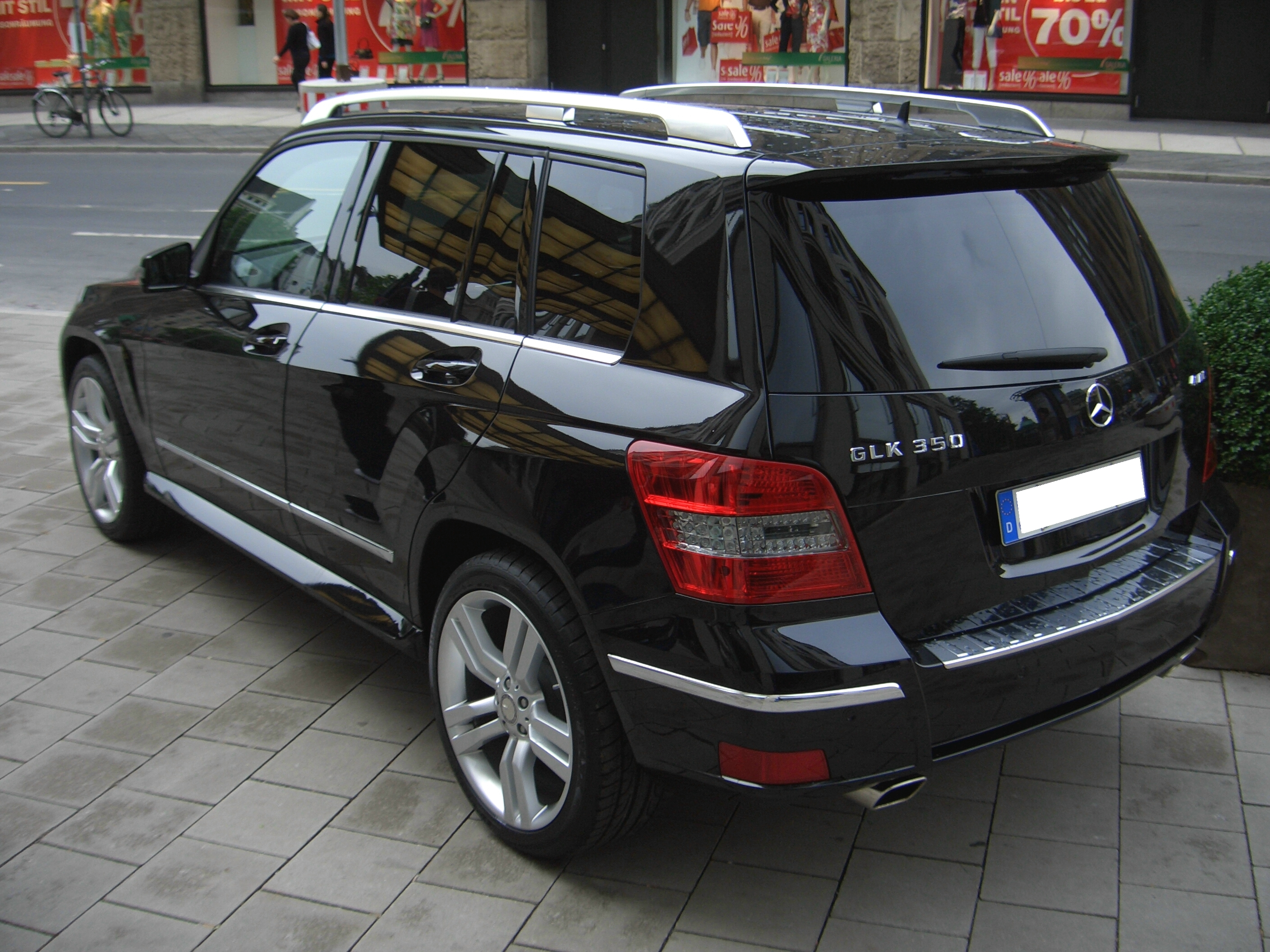
Parte trasera del GLK 350 4MATIC

### Motorizaciones
| Periodo                        | 2013-2015                                         | 2013-2015                                     | 2008-2009                 | 2009-2011                 | 2008-2011                 | 2011-2015                 |                           |
| Identificación del motor       | M 274 DE 20 AL                                    | M 274 DE 20 AL                                | M 272 E 30                | M 272 E 30                | M 272 E 35                | M 276 DE 35               |                           |
| Tipo de motor                  | L4 16v, inyección directa, turbo, intercooler     | L4 16v, inyección directa, turbo, intercooler | V6 24v                    | V6 24v                    | V6 24v                    | V6 24v, inyección directa |                           |
| Diámetro x carrera             | 83.0 mm × 92.0 mm                                 | 83.0 mm × 92.0 mm                             | 88.0 mm × 82.1 mm         | 88.0 mm × 82.1 mm         | 92.9 mm × 86.0 mm         | 92.9 mm × 86.0 mm         |                           |
| Cilindrada                     | 1991 cm³                                          | 1991 cm³                                      | 2996 cm³                  | 2996 cm³                  | 3498 cm³                  | 3498 cm³                  |                           |
| Relación de compresión         | 9.8: 1                                            | 9.8: 1                                        | 11.3: 1                   | 11.3: 1                   | 10.7: 1                   | 12.0: 1                   |                           |
| Potencia máxima: CV (kW) @ rpm | 184 CV (135 kW) @ 5500                            | 211 CV (155 kW) @ 5500                        | 231 CV (170 kW) @ 6000    | 231 CV (170 kW) @ 6000    | 272 CV (200 kW) @ 6000    | 306 CV (225 kW) @ 6500    |                           |
| Par máximo: Nm @ rpm           | 300 Nm @ 1200-4000                                | 350 Nm @ 1200-4000                            | 300 Nm @ 2500-5000        | 300 Nm @ 2500-5000        | 350 Nm @ 2400-5000        | 370 Nm @ 3500             |                           |
| Tracción                       | Trasera                                           | Trasera / Total (4MATIC)                      | Total (4MATIC)            | Total (4MATIC)            | Total (4MATIC)            | Total (4MATIC)            |                           |
| Transmisión                    | Manual, 6 velocidades / Automática, 7 velocidades | Automática, 7 velocidades                     | Automática, 7 velocidades | Automática, 7 velocidades | Automática, 7 velocidades | Automática, 7 velocidades | Automática, 7 velocidades |
| Aceleración 0–100 km/h         | 8.8 s                                             | 7.8 s                                         | 7.6 s                     | 7.6 s                     | 6.7 s                     | 6.5 s                     |                           |
| Velocidad máxima               | 210 km/h                                          | 215 km/h                                      | 210 km/h                  | 210 km/h                  | 230 km/h                  | 238 km/h                  |                           |
| Consumo combinado (L/100 km)   | 7.2-7.3                                           | 7.0-7.1                                       | 10.2                      | 10.2                      | 10.6                      | 8.8-8.6                   |                           |
| Normativa anticontaminación    | Euro 6                                            | Euro 6                                        | Euro 5                    | Euro 5                    | Euro 5                    | Euro 5 / Euro 6           |                           |

| Periodo                        | 2010-2015                                                  | 2009-2015                                                    | 2009-2015                                                    | 2008-2009                                                  | 2009-2010                                                  | 2010-2012                                                  | 2012-2015                                                  |
| Identificación del motor       | OM 651 DE 22 LA red                                        | OM 651 DE 22 LA                                              | OM 651 DE 22 LA                                              | OM 642 DE 30 LA                                            | OM 642 DE 30 LA                                            | OM 642 DE 30 LA                                            | OM 642 LS DE 30 LA                                         |
| Tipo de motor                  | L4 16v, inyección directa, common-rail, turbo, intercooler | L4 16v, inyección directa, common-rail, biturbo, intercooler | L4 16v, inyección directa, common-rail, biturbo, intercooler | V6 24v, inyección directa, common-rail, turbo, intercooler | V6 24v, inyección directa, common-rail, turbo, intercooler | V6 24v, inyección directa, common-rail, turbo, intercooler | V6 24v, inyección directa, common-rail, turbo, intercooler |
| Diámetro x carrera             | 83.0 mm × 99.0 mm                                          | 83.0 mm × 99.0 mm                                            | 83.0 mm × 99.0 mm                                            | 83.0 mm × 92.0 mm                                          | 83.0 mm × 92.0 mm                                          | 83.0 mm × 92.0 mm                                          | 83.0 mm × 92.0 mm                                          |
| Cilindrada                     | 2143 cm³                                                   | 2143 cm³                                                     | 2143 cm³                                                     | 2987 cm³                                                   | 2987 cm³                                                   | 2987 cm³                                                   | 2987 cm³                                                   |
| Relación de compresión         | 16.2: 1                                                    | 16.2: 1                                                      | 16.2: 1                                                      | 17.7: 1                                                    | 17.7: 1                                                    | 17.7: 1                                                    | 15.5: 1                                                    |
| Potencia máxima: CV (kW) @ rpm | 143 CV (105 kW) @ 3200-4600                                | 170 CV (125 kW) @ 3000-4200                                  | 204 CV (150 kW) @ 4200                                       | 224 CV (165 kW) @ 3800                                     | 224 CV (165 kW) @ 3800                                     | 231 CV (170 kW) @ 3800                                     | 265 CV (195 kW) @ 3800                                     |
| Par máximo: Nm @ rpm           | 350 Nm @ 1200-2800                                         | 400 Nm @ 1400-2800                                           | 500 Nm @ 1600-1800                                           | 540 Nm @ 1600-2400                                         | 540 Nm @ 1600-2400                                         | 540 Nm @ 1600-2400                                         | 620 Nm @ 1600-2400                                         |
| Tracción                       | Trasera                                                    | Trasera / Total (4MATIC)                                     | Total (4MATIC)                                               | Total (4MATIC)                                             | Total (4MATIC)                                             | Total (4MATIC)                                             | Total (4MATIC)                                             |
| Transmisión                    | Manual, 6 velocidades / Automática, 7 velocidades          | Manual, 6 velocidades / Automática, 7 velocidades            | Automática, 7 velocidades                                    | Automática, 7 velocidades                                  | Automática, 7 velocidades                                  | Automática, 7 velocidades                                  | Automática, 7 velocidades                                  |
| Aceleración 0–100 km/h         | 10.3 s                                                     | 8.5 s                                                        | 7.9 s                                                        | 7.5 s                                                      | 7.5 s                                                      | 7.3 s                                                      | 6.4 s                                                      |
| Velocidad máxima               | 195 km/h                                                   | 205 km/h                                                     | 210 km/h                                                     | 220 km/h                                                   | 220 km/h                                                   | 225 km/h                                                   | 232 km/h                                                   |
| Consumo combinado (L/100 km)   | 5.5-5.6                                                    | 5.5-6.5                                                      | 6.1-6.5                                                      | 7.9                                                        | 7.9                                                        | 8.0                                                        | 6.9-7.0                                                    |
| Normativa anticontaminación    | Euro 5                                                     | Euro 5 / Euro 6                                              | Euro 5 / Euro 6                                              | Euro 4                                                     | Euro 4                                                     | Euro 5                                                     | Euro 5                                                     |

## Segunda generación (X253, 2015-presente)
El Mercedes-Benz X253 es la segunda generación de la Clase GLK, que aprovechando la nueva generación y al igual que varios modelos más de la marca, cambió su denominación, pasándose a llamar Clase GLC en honor al turismo en el que se basa, el Mercedes-Benz Clase C. Está basado en la cuarta generación del Clase C, el W205 adoptando sus motorizaciones y a diferencia de la anterior generación, esta si dispone de variantes AMG, tanto V6 (43 AMG) como V8 (63 y 63 S AMG).
Esta generación dispone de dos carrocerías distintas. La carrocería de SUV siguiendo la línea de la anterior generación, cuyo código de chasis es X253, y una carrocería Coupé al estilo del Mercedes-Benz GLE Coupe, cuya denominación es C253.

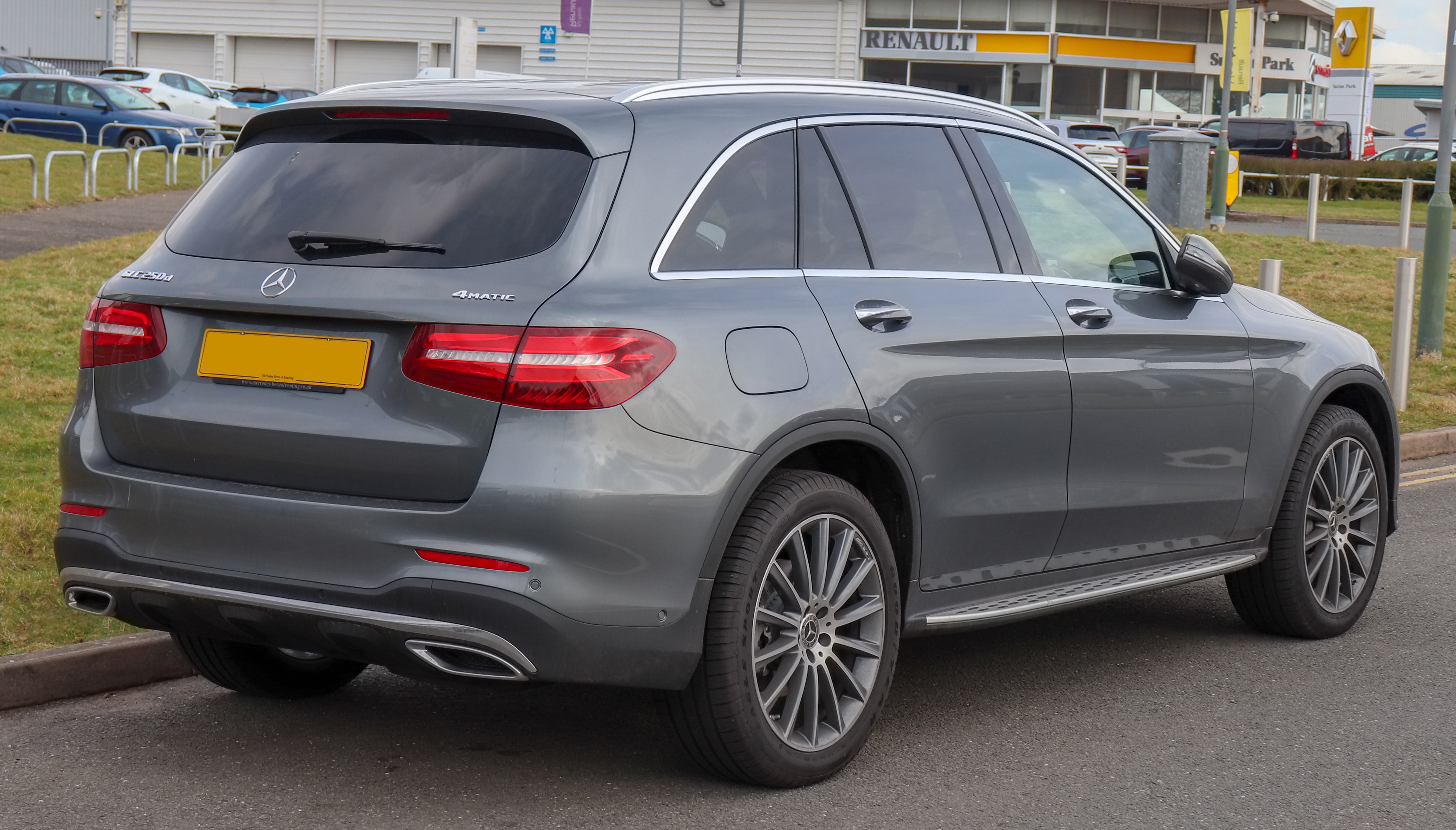
GLC X253
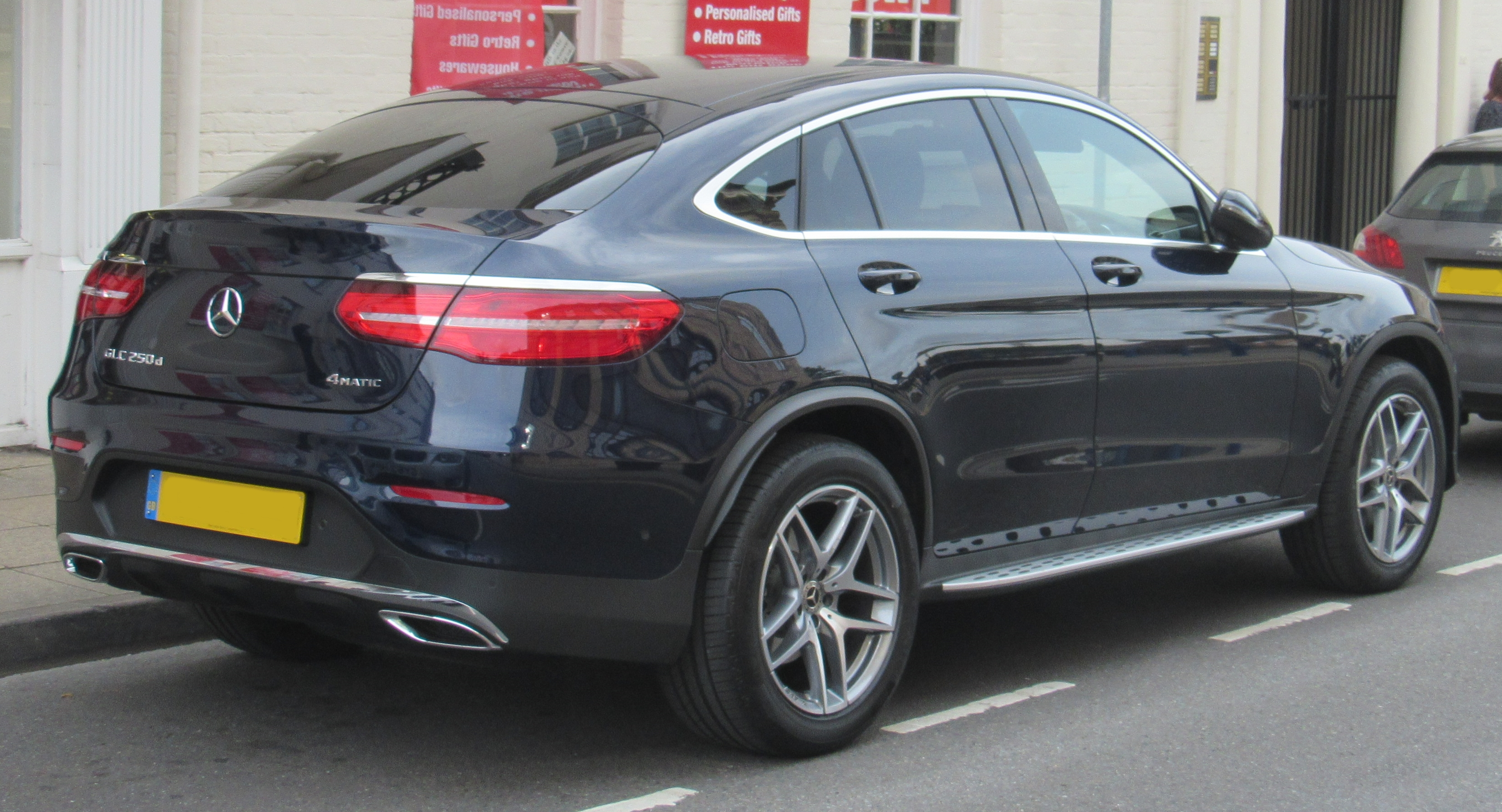
GLC Coupe C253

### Motorizaciones
| Periodo                        | 2015-presente                                 | 2016-presente                                 | 2016-presente                                 | 2016-presente                                   | 2017-presente                                   | 2017-presente                                   |
| Identificación del motor       | M 274 DE 20 AL                                | M 274 DE 20 AL                                | M 274 DE 20 AL                                | M 276 DE 30 AL                                  | M 177 DE 40 AL                                  | M 177 DE 40 AL                                  |
| Tipo de motor                  | L4 16v, inyección directa, turbo, intercooler | L4 16v, inyección directa, turbo, intercooler | L4 16v, inyección directa, turbo, intercooler | V6 24v, inyección directa, biturbo, intercooler | V8 32v, inyección directa, biturbo, intercooler | V8 32v, inyección directa, biturbo, intercooler |
| Diámetro x carrera             | 83.0 mm × 92.0 mm                             | 83.0 mm × 92.0 mm                             | 83.0 mm × 92.0 mm                             | 88.0 mm × 82.1 mm                               | 83.0 mm × 92.0 mm                               | 83.0 mm × 92.0 mm                               |
| Cilindrada                     | 1991 cm³                                      | 1991 cm³                                      | 1991 cm³                                      | 2996 cm³                                        | 3982 cm³                                        | 3982 cm³                                        |
| Relación de compresión         | 9.8: 1                                        | 9.8: 1                                        | 9.8: 1                                        | 10.7: 1                                         | 10.5: 1                                         | 10.5: 1                                         |
| Potencia máxima: CV (kW) @ rpm | 211 CV (155 kW) @ 5500                        | 245 CV (180 kW) @ 5500                        | 211 CV (155 kW) @ 5500 + 116 CV (85 kW)       | 367 CV (270 kW) @ 5500-6000                     | 476 CV (350 kW) @ 5500-6250                     | 510 CV (375 kW) @ 5500-6250                     |
| Par máximo: Nm @ rpm           | 350 Nm @ 1200-4000                            | 370 Nm @ 1300-4000                            | 560 Nm @ 1200-4000                            | 520 Nm @ 2500-4500                              | 650 Nm @ 1750-4500                              | 700 Nm @ 1750-4500                              |
| Tracción                       | Total (4MATIC)                                | Total (4MATIC)                                | Total (4MATIC)                                | Total (4MATIC)                                  | Total (4MATIC)                                  | Total (4MATIC)                                  |
| Transmisión                    | Automática, 9 velocidades                     | Automática, 9 velocidades                     | Automática, 7 velocidades                     | Automática, 9 velocidades                       | Automática, 9 velocidades                       | Automática, 9 velocidades                       |
| Aceleración 0–100 km/h         | 7.3 s                                         | 6.5 s                                         | 5.9 s                                         | 4.9 s                                           | 4.0 s                                           | 3.8 s                                           |
| Velocidad máxima               | 222 km/h                                      | 236 km/h                                      | 235 km/h                                      | 250 km/h (Limitada electrónicamente)            | 250 km/h (Limitada electrónicamente)            | 250 km/h (Limitada electrónicamente)            |
| Consumo combinado (L/100 km)   | 6.5-7.1                                       | 7.2-7.7                                       | 2.5                                           | 8.3-8.7                                         | 10.3-10.7                                       | 10.7                                            |
| Normativa anticontaminación    | Euro 6                                        | Euro 6                                        | Euro 6                                        | Euro 6                                          | Euro 6                                          | Euro 6                                          |

| Periodo                        | 2015-presente                                                | 2015-presente                                                | 2016-presente                                              |                |                |
| Identificación del motor       | OM 651 DE 22 LA                                              | OM 651 DE 22 LA                                              | OM 642 LS DE 30 LA                                         |                |                |
| Tipo de motor                  | L4 16v, inyección directa, common-rail, biturbo, intercooler | L4 16v, inyección directa, common-rail, biturbo, intercooler | V6 24v, inyección directa, common-rail, turbo, intercooler |                |                |
| Diámetro x carrera             | 83.0 mm × 99.0 mm                                            | 83.0 mm × 99.0 mm                                            | 83.0 mm × 92.0 mm                                          |                |                |
| Cilindrada                     | 2143 cm³                                                     | 2143 cm³                                                     | 2987 cm³                                                   |                |                |
| Relación de compresión         | 16.2: 1                                                      | 16.2: 1                                                      | 15.5: 1                                                    |                |                |
| Potencia máxima: CV (kW) @ rpm | 170 CV (125 kW) @ 3000-4200                                  | 204 CV (150 kW) @ 3800                                       | 258 CV (190 kW) @ 3400                                     |                |                |
| Par máximo: Nm @ rpm           | 400 Nm @ 1400-2800                                           | 500 Nm @ 1600-1800                                           | 620 Nm @ 1600-2400                                         |                |                |
| Tracción                       | Total (4MATIC)                                               | Total (4MATIC)                                               | Total (4MATIC)                                             | Total (4MATIC) | Total (4MATIC) |
| Transmisión                    | Automática, 9 velocidades                                    | Automática, 9 velocidades                                    | Automática, 9 velocidades                                  |                |                |
| Aceleración 0–100 km/h         | 8.3 s                                                        | 7.6 s                                                        | 6.2 s                                                      |                |                |
| Velocidad máxima               | 210 km/h                                                     | 222 km/h                                                     | 238 km/h                                                   |                |                |
| Consumo combinado (L/100 km)   | 5.0-5.5                                                      | 5.0-5.5                                                      | 5.9-6.2                                                    |                |                |
| Normativa anticontaminación    | Euro 6                                                       | Euro 6                                                       | Euro 6                                                     |                |                |